# Iapama
Iapama, indijanski narod nepoznaatog porijekla nastanjen u graničnom području brazilskih država Pará i Amapá. Populacija im iznosi oko 200.
Jezik (iapama) je ostao neklasificiran. Religija: animizam.